# ルートヴィヒ・マウラー
ルートヴィヒ・ヴィルヘルム・マウラー (Ludwig Wilhelm Maurer, 1789年2月8日 ポツダム – 1878年10月25日 サンクトペテルブルク) はドイツ・ロシアの作曲家、指揮者、ヴァイオリン奏者。

## 生涯
ヴィルヘルム・ハークに師事し、14歳から演奏会を行っていた。1806年にケーニヒスベルクとリガで演奏旅行を行った後モスクワへ渡り、ピエール・バイヨの薦めでV.A.フセヴォロシュスキーのオーケストラの指揮者に就任した。
1815年にはサンクトペテルブルクで自身初のオペラ作品「新しいパリ」 (Der Neue Paris) を上演した。
1818年には、ハノーファーでコンサートマスターを務めた。
1828年には「アロイス」(Aloise)を上演した。「アロイス」は後にヨーロッパで広く知られることとなった。
マウラーは当時のロシアで人気の作曲家であった。
1822年、ニコライ・フメレニツキーのヴォードヴィル・オペラの音楽をアレクサンドル・アリャービエフ、アレクセイ・ヴェルストフスキーとともに制作し、上演は大成功をおさめた。
1829年にはマウラーのヴァイオリン協奏曲のアレグロ楽章がミハイル・レールモントフによってモスクワ大学付属貴族学校の定期試験で演奏された。
マウラーは1832年にフセヴォロシュスキーのオーケストラに戻り、多くの演奏会を行った。特に、1834年にはベートーヴェンのヴァイオリン協奏曲のロシア初演を行い、『Северная пчела』紙上（1834年3月14日）でオドエフスキーによる熱狂的な講評を得た。
1835年にはサンクトペテルブルクの歌劇場の指揮者となった。3年後のオドエフスキーによるコメント（ウィリアム・スタッフォードの『音楽史』のロシア語訳へのコメント）によれば、わずか1年間で無秩序かつ訓練されていない奏者たちからオーケストラを組織することに成功し、歌劇の伴奏のみならず、モーツァルト、ハイドン、その他の作曲家による作品を演奏する完全なコンサートを行うこともできた。
1841年にはロシア帝国歌劇場の音楽監督に任命された。以後、マウラーはサンクトペテルブルクを拠点として活動した。
この時期はマウラーの黄金期であり、1839年にはバレエ「影」がフィリッポ・タリオーニとマリー・タリオーニによって共演された。
1845年3月28日には記念公演においてベートーヴェンの交響曲第5番のロシア初演を行った。この記念公演にはポーリーヌ・ガルシア＝ヴィアルド、ジョバンニ・ルビーニ、アントニオ・タンブリーニ、ミュラー四重奏団、そして他の著名なヨーロッパの音楽家が参加した。オドエフスキーは「未だかつてこのような演奏会はなかった！」と評した。
1850年代、アレクサンドル・セローフは、マウラーはサンクトペテルブルクにおいて最高の指揮者だと評した。
マウラーの息子、フセヴォルドも著名なバイオリニストとなった。もう一人の息子アレクサンダーはチェロ奏者であった。1850年代〜60年代には親子3人で室内コンサートを行っていた。

## 主要作品
マウラーの作品には、序曲、交響曲、弦楽四重奏曲、超絶技巧で知られるヴァイオリンのための作品、管楽器のための作品などがある。
最も有名な作品としては、「4つのヴァイオリンとオーケストラのための協奏交響曲」が挙げられる。この作品は、1838年にマウラー自身、およびカール・ミュラー、ルイ・シュポーア、彼の助手、アドルフ・ヴィル（カッセル、1794-1845）によってパリで初めて演奏された。
- オペラ
  - 新しいパリ (Der Neue Paris), 1826年
  - Der entdeckte Diebstahl, 1826年
  - アロイス (Aloise), 1828年
  - ルーン文字 (Die Runenschrift), 1830年
- 交響曲ヘ短調 作品67[文献 2]
- 協奏交響曲 作品55
- ヴァイオリン協奏曲第1~10番
- 弦楽四重奏曲第1~6番
- 種々のオペラ・ヴォードヴィル
- 金管楽器のための12の小品

## 訳注
1. ↑  英語版には誕生日、忌日がそれぞれ2月2日、10月13-25日と記されている。
2. ↑  原文では“французского театра”（フランス風劇場）
3. ↑  伴奏ではなく、オーケストラ単体による、という意味であると思われる